# Иркутский округ (Сибирский край)
Иркутский округ — административно-территориальная единица Сибирского края, существовавшая в 1926—1930 годах.
Иркутский округ был образован 28 июня 1926 года из Верхоленского, Иркутского, части Зиминского уездов и Бодайбинского золотопромышленного района Иркутской губернии. Центром округа был назначен город Иркутск. Округ был разделён на 12 районов:
- Балаганский район. Центр — село Балаганск
- Бодайбинский район. Центр — город Бодайбо
- Жигаловский район. Центр — село Жигалово
- Заларинский район. Центр — село Залари
- Иркутский район. Центр — город Иркутск
- Кабанский район. Центр — село Кабанск
- Качугский район. Центр — село Качуг
- Оёкский район. Центр — село Оёк
- Тагнинский район. Центр — село Тагна
- Усольский район. Центр — село Усолье
- Усть-Удинский район. Центр — село Усть-Уда
- Черемховский район. Центр — город Черемхово

20 декабря 1926 Кабанский и часть Иркутского районов были переданы в состав Бурят-Монгольской АССР.
19 июня 1929 в состав Иркутского округа вошли 5 районов упразднённого Тулунского округа:
- Братский район. Центр — село Братск
- Зиминский район. Центр — город Зима
- Куйтунский район. Центр — село Куйтун
- Нижне-Илимский район. Центр — село Нижне-Илимск
- Тулунский район. Центр — город Тулун

20 июня 1930 Оёкский район вошёл в состав Иркутского района, а Тагнинский — в состав Заларинского.
30 июля 1930 Иркутский округ, как и большинство остальных округов СССР, был упразднён. Его районы отошли в прямое подчинение Восточно-Сибирского края.
Население округа в 1926 году составляло 472,6 тыс. человек. Из них русские — 89,1 %; буряты — 2,4 %; евреи — 1,9 %; татары — 1,7 %; украинцы — 1,4 %; белорусы — 1,1 %.